# Асмус, Валентин Фердинандович
Валенти́н Фердина́ндович А́смус (18 [30] декабря 1894, Киев, Российская империя — 4 июня 1975, Москва, СССР) — русский философ, историк философии, логик и литературовед, педагог, видный деятель советской культуры. Специалист по истории античной и западноевропейской философии, кантовед. Доктор философских наук (1940), профессор МГУ (с 1939 года). Член Союза писателей СССР (1935).
С 1956 года старший научный сотрудник Института мировой литературы и с 1968 года также старший научный сотрудник Института философии АН СССР.
Лауреат Сталинской премии I степени (1943, в составе коллектива, за «Историю философии» (М., 1940)). Заслуженный деятель науки РСФСР (1965).

## Биография
Родился в семье служащего, обрусевшего немца. Окончил Екатерининское реальное училище в Киеве, один курс экономического отделения Петербургского политехнического института (ЦГИА СПб ф.478 оп.3 д.297) и Отделение философии и русской словесности Киевского университета (1919); философии учился у А. Н. Гилярова, В. В. Зеньковского, Е. В. Спекторского. В студенческие годы отличился, опубликовав работу «О задачах музыкальной критики» (1916), получив премию за конкурсное сочинение об отношении мировоззрения Л. Н. Толстого к философии Б. Спинозы и выступив после занятия города белыми войсками с резко антибольшевистской статьёй «О великом пленении русской культуры». Несмотря на поражение Вооружённых сил Юга России — одного из военных формирований Белой армии, Асмус не эмигрировал и получил советское гражданство. Эта конъюнктурность и лояльность любой власти, по мнению С. Н. Корсакова, спасла Асмуса от сталинских репрессий:
Кто мог и имел шанс выжить? ... Как мрачно шутят генетики по поводу своей науки, не менее пострадавшей, чем философская, происходил своего рода противоестественный отбор, при котором быть честным, неспособным на низость и самостоятельно думающим человеком становилось смертельно опасно. ... Из всей деборинской школы только три человека не были ни разу подвергнуты аресту... Это А.М.Деборин и С.И.Новиков – два активных в прошлом меньшевика, и В.Ф.Асмус – публично в печати осуждавший большевизм после занятия деникинской армией Киева, где он служил в университете. Все остальные деборинцы были большевиками. Именно они и были тотально уничтожены. Они были ... романтиками, глубоко верившими в эти идеалы и готовыми пожертвовать ради них жизнью.Корсаков С. Н.
С начала 1920-х годов преподавал философию и эстетику в высших учебных заведениях Киева. Работал на кафедре философии философско-социологического отделения Украинского института марксизма-ленинизма.
А. А. Тахо-Годи свидетельствовала, что В. Ф. Асмус рассказывал А. Ф. Лосеву о том, что в 1920-е годы подумывал принять монашеский постриг.
По установлении Советской власти в Киеве в соответствии с требованиями времени изучил философию марксизма и начал её творческую разработку. Первая книга — «Диалектический материализм и логика» (1924).
С 1928(7?) года Асмус живёт в Москве, преподаёт в ИКП, в АКВ, в МИФЛИ, на этнологическом факультете МГУ, пишет историко-философские работы, подвергается идеологическим «проработкам» в связи с кампанией против «меньшевиствующего идеализма». В. А. Смирнов сообщает о близости Асмуса в начале 1930-х гг. к писательской группе «Конструктивисты».
В середине 1930-х годов Асмус активно занимается историей и теорией эстетики, в 1935 г. вступает в Союз писателей. Профессор (1935). В 1940 году в ИФАН защищает докторскую диссертацию «Эстетика классической Греции», первый в СССР доктор наук, защитивший диссертацию по специальности «философия». С 1939 года работает в МГУ имени М. В. Ломоносова, профессор кафедры философии, со дня воссоздания философского факультета (1941) — профессор этого факультета.
За участие в подготовке трёхтомной «Истории философии» (1940—1942) становится лауреатом Сталинской премии первой степени (1943), и за него же подвергается, в числе прочих авторов, очередной «проработке» в 1944 году. Премия была передана вместе с коллективом других лауреатов (всего 15 человек) в Фонд обороны.
В 1946 году Асмус активно включается в работу по возрождению в СССР логики как области исследований и учебного предмета, преподаёт на курсах по подготовке вузовских преподавателей логики, затем поступает на работу на вновь созданную кафедру логики философского факультета МГУ. Асмус — заметный участник дискуссий о предмете логики конца 1940-х — начала 1950-х годов, им написан один из первых в СССР учебников по этому предмету и ряд глав в коллективной монографии, переведена и откомментирована одна из первых изданных в СССР книг по логике XX в. — «Опыт исследования значения логики» Ш. Серрюса (1948), написано предисловие к переводу «Логико-философского трактата» Л. Витгенштейна.
Известно, что в послевоенное время «однажды поздно вечером, даже ночью, к В. Ф. Асмусу приехала группа лиц, предложила одеться и ничего не брать с собой и следовать за ними. Привезли его ночью на заседание Совета Министров и попросили прочитать лекцию о логике».
В 1952—1953 годах Асмус провёл семинар «Логика эпохи рационализма и эмпиризма» (участниками которого были многие тогда студенты и аспиранты, а впоследствии выдающиеся отечественные философы и логики, включая В. А. Смирнова, Е. Д. Смирнову, Г. П. Щедровицкого и др.; материалы ряда лекций опубликованы посмертно), в 1953—54 гг. — спецкурс «Логика эпохи империализма».
В 1952 году Асмус выступает одним из преподавателей логики (наряду с математиками П. Новиковым и С. Яновской) на курсах Лектория МГУ. В 1954 году им опубликована небольшая работа «Учение логики о доказательстве и опровержении».
Как вспоминает В. Бараев, Асмус также «получил признание как учёный и шахматист. В 1950-е годы философы входили в тройку призёров МГУ. В этом была заслуга и Асмуса».
Как свидетельствовал Ричард Косолапов, которому довелось бывать в доме Асмуса когда тот жил в особняке напротив Ваганьково, удивлялись «не столько огромной библиотеке с книгами на разных языках, сколько телескопу, с помощью которого Асмус, как Кант, наблюдал за светилами».
Как рассказывает А. В. Гулыга: «Ещё до войны Валентин Фердинандович обратился в правительство за разрешением приобрести ему за границей телескоп для астрономических наблюдений. Решение принимал Молотов. Оно было положительным, телескоп был куплен в Германии и доставлен в Переделкино, в писательский посёлок, где у Асмуса была дача».
Он увлекался наблюдением Луны.
После XX съезда КПСС Асмус переходит на кафедру истории зарубежной философии (КИЗФ) того же факультета (в 1957—1958 годах он возвращается на кафедру логики, заведует ею, затем вновь переходит на КИЗФ), на которой он и проработал до конца жизни, и возобновляет публичную историко-философскую работу, продолжая в то же время публиковать труды по истории и теории эстетики. С 1956 года и до конца жизни старший научный сотрудник сектора эстетики Института мировой литературы. С 1968 года также старший научный сотрудник Института философии АН СССР.
В 1960 году коллеги по факультету пытались осудить Асмуса за сочувственную речь на похоронах Б. Л. Пастернака, с которым он был при жизни дружен, но их инициатива не была поддержана партийным начальством, и Асмус смог продолжать работу в МГУ.
В КПСС не состоял. Был «невыездным». С 1943 года и в каждые новые выборы его выдвигали в состав АН СССР по философии (с 1962 года он перестал подавать документы), однако его «прокатывали».
Среди аспирантов В. Ф. Асмуса на философском факультете МГУ — Г. Г. Майоров, А. И. Уёмов, В. А. Смирнов, З. А. Каменский и другие.
В 1960-е годы Асмус внёс свой вклад в восстановление имён репрессированных или эмигрировавших философов.
В эти же годы он активно участвует в подготовке переводов классических и современных западных философов, в организации международного сотрудничества в области философии. Асмус — автор многих статей в «Философской энциклопедии» (1960—1970), включая статьи о древнегреческой философии, Аристотеле, Канте, Фихте, Шеллинге, Шопенгауэре, участвует в «Большой советской энциклопедии», «Литературной энциклопедии» и многих словарях. В 1969—1971 годах издательство Московского университета опубликовало двухтомные «Избранные произведения» В. Ф. Асмуса.
В последние годы Асмус был занят работой над монографией «Историко-философский процесс в изображении и оценке русского экзистенциализма» (не завершена). Посмертно изданы «Историко-философские этюды» (очерки по истории западной философии: о Платоне, Кампанелле, Руссо, Шиллере, Гегеле, Конте, Бергсоне и Джемсе (У. Джеймсе)), статья «В. С. Соловьёв. Опыт философской биографии».
В. Ф. Асмус — один из немногих российских философов советского периода, продолжающих издаваться и активно изучаться, а также один из немногих, достаточно хорошо известных в странах Запада. За рубежом он известен, в основном, как кантовед.
Похоронен на Переделкинском кладбище. Согласно легенде, был похоронен с графическим портретом И. Канта в руках.
В декабре 1974 года награждён орденом Трудового Красного Знамени в связи с 80-летием со дня рождения. Заслуженный деятель науки РСФСР (1965). Действительный член Международного института философии (Париж).
Асмус был кантоведом. Он считал, что Кант, подвергший основательной критике традиционную, догматическую метафизику с её теологическими постулатами, фактически оказался впереди Гегеля, который в обновлённой, диалектической форме возродил метафизическое философствование. В книге «Иммануил Кант» Валентин Фердинандович детально раскрыл все аспекты философии И. Канта касательно двух его критик и прочих произведений, подпадающих под посткритический период его исканий. Книга отличается системностью в сравнении с работами других учёных о философии Канта.
По оценке профессора философского факультета МГУ В. В. Соколова: «за все наши пореволюционные годы никто в нашей стране не сделал столько, сколько В. Ф. Асмус для философского просвещения и образования в России».

## Семья
Первый брак с Ириной Сергеевной Асмус (1893—1946), входившей в окружение Б. Л. Пастернака; ей посвящено пастернаковское стихотворение «Лето». И. С. Асмус похоронена на Новодевичьем кладбище. От этого брака падчерица — Мария Валентиновна Асмус (1920(1918?)—1999), бывшая непродолжительное время (в период Великой Отечественной войны) женой писателя Ю. М. Нагибина; события, связанные с этим браком, получили художественное осмысление в поздней автобиографической прозе Нагибина.
Вторая супруга — Ариадна Борисовна Асмус (1918—2004), в браке с которой родилось несколько детей. Несмотря на советское время, ему удалось создать в семье религиозную атмосферу, воспитав в вере детей:
- Асмус, Елена Валентиновна (16.12.1948—22.06.1950)
- Асмус, Валентин Валентинович (5.08.1950) — митрофорный протоиерей, заведующий кафедрой патрологии богословского факультета ПСТГУ, доктор богословия, доцент МДА. По его словам, В. Ф. Асмус «был убеждён, что только Церковь может возродить Россию», также «главный урок родителей — глубочайшая неприязнь к большевизму»[39].
- Асмус, Василий Валентинович (9.12.1952) — директор ФГБУ Научно-исследовательский центр космической гидрометеорологии «Планета»[40] , главный редактор журнала «Метеорология и гидрология», председатель Правления «Российского гидрометеорологического общества», доктор физ.-мат. наук, профессор, заслуженный деятель науки РФ, академик Российской академии космонавтики, дважды лауреат премии Правительства РФ,лауреат премии Правительства Москвы и др., награждён орденами и медалями[41].
- Асмус, Валентина Валентиновна (9.12.1952—08.03.2022). Состояла в сестричестве Марфо-Мариинской обители [42].
- Асмус, Евгения Валентиновна (24.11.1954—28.08.2002)

## Труды
Более 250 публикаций. Изданы на английском, немецком, фр., кит., исп., ит., словацком, яп., финском, венгерском, польском, румынском и других языках.
- Асмус В. Ф. СОБРАНИЕ СОЧИНЕНИЙ (В СЕМИ ТОМАХ). — M.: URSS,2015.
- Асмус В. Ф. Лекции по истории логики: Авиценна, Бэкон, Гоббс, Декарт, Паскаль. — М.: URSS, 2007.
- Асмус В. Ф. Логика. Систематический курс. — М.: URSS, 2010.
- Асмус В. Ф. Проблема интуиции в философии и математике: Очерк истории: XVII — начало XX в.. — М.: URSS, 2011.
- Асмус В. Ф. Платон. — М.: URSS, 2013.
- Асмус В. Ф. Немецкая эстетика XVIII века. — М.: URSS, 2004.
- Асмус В. Ф. Философия и эстетика русского символизма. — М.: URSS, 2013.
- Асмус В. Ф. Эстетика Аристотеля. — М.: URSS, 2011.
- Асмус В. Ф. Диалектика Канта. — М., 1929.
- Асмус В. Ф. «Декарт» (1956)
- Асмус. В. Ф. «Философия Иммануила Канта» (1957),
- Асмус В. Ф. «Демокрит» (1960)
- Асмус В. Ф. «Жан Жак Руссо» (1962),
- Асмус В. Ф."Проблема интуиции в философии и математике" (1963; 2-е издание 1965),
- Асмус В. Ф. «Платон»,
- Асмус В. Ф. Вопросы истории и теории эстетики. — М., 1968.
- Асмус В. Ф. «Античная философия» (1968; 2-е издание 1976),
- Асмус В.Ф. Иммануил Кант. — М., 1973.
- Асмус В.Ф. Декарт. — М.: Высшая школа, 2006. — 335 с. — (Классика философской мысли.). — 3000 экз. — ISBN 5-06-005113-7.
- Асмус В.Ф. Иммануил Кант. — М.: Высшая школа, 2005. — 439 с. — (Классика философской мысли). — 2000 экз. — ISBN 5-06-004516-1.
- Асмус В. Ф. Проблема интуиции в философии и математике (Очерк истории: XVII начало XX в.). — М.: Мысль, 1965 на сайте Руниверс